# (19713) Ibaraki
(19713) Ibaraki est un astéroïde de la ceinture principale.

## Description
(19713) Ibaraki est un astéroïde de la ceinture principale. Il fut découvert le 3 octobre 1999 à la station Anderson Mesa par le programme LONEOS. Il présente une orbite caractérisée par un demi-grand axe de 3,14 UA, une excentricité de 0,10 et une inclinaison de 5,5° par rapport à l'écliptique.

## Compléments